# Carl Jacob Burckhardt

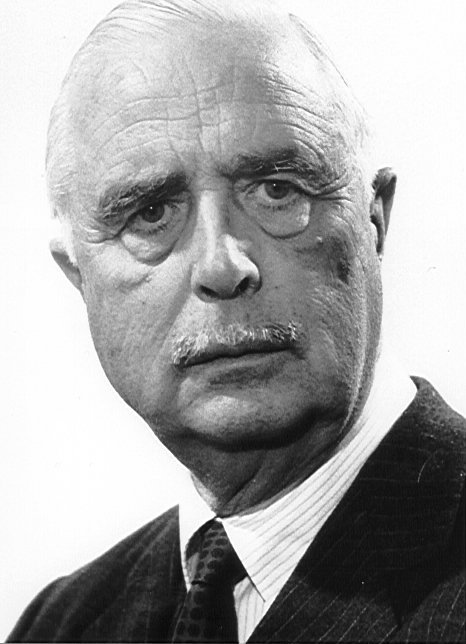
Carl Jacob Burckhardt.

Carl Jacob Burckhardt, född 10 september 1891 i Basel, död 3 mars 1974 i Vinzel, var en schweizisk historiker och diplomat. Han var son till Carl Christoph Burckhardt.
Burckhardt var attaché i Wien 1918–1921, professor i historia vid Zürichs universitet 1927–1932, vid Institut des Hautes Études Internationales i Genève 1932–1937, var 1937–1939 folkförbundskommissarie i Danzig. I motsats till företrädaren Seán Lester, som sökt hävda Danzigs demokratiska författning och folkförbundets ställning gentemot fristatens nationalsocialistiska majoritetsparti, lät Burckhardt detta obehindrat utnyttja sin maktställning. Under våren och sommaren 1939 medförde den tysk-polska krisen ett stort antal tvistefrågor i Danzig. Burckhardt försökte dämpa den lokala spänningen och tvistefrågorna mellan den polska regeringen och Danzigs senat och avlade i detta syfte i augusti ett besök hos Hitler. Händelserna i Danzig var emellertid sekundära i förhållande till de storpolitiska mål som Tysklands ledning eftersträvade, och Burckhardts aktion - om på sin tid mycket uppmärksammad - fick ingen reell betydelse. Burckhardt, som tidigt intresserat sig för Röda korsets verksamhet, blev 1944 dess president. 1945 blev han schweiziskt sändebud i Paris. Bland hans skrifter märks Richelieu (1935) och Gestalten und Mächte (1941).